# Anne Floriet
Anne Floriet, née le 1er juin 1963 à La Tronche, est une biathlète et fondeuse handisport française, championne paralympique aux Jeux de 2006.

## Biographie
Anne Floriet a remporté, le 11 mars 2006, la médaille d'or dans l'épreuve de biathlon 12,5 km des jeux Paralympiques d'hiver de Turin dans la catégorie debout et la médaille de bronze dans le 7,5 km, le 14 mars 2006 dans la même catégorie. Elle a également remporté une médaille de bronze en ski de fond sur la distance du 10 km en style classique.
Elle a eu l'honneur d'avoir été choisie comme porte drapeau de la délégation française à Turin. C'est pour elle sa troisième participation aux jeux paralympiques après Nagano en 1998 et Salt Lake City en 2002.

## Palmarès
- Jeux paralympiques d'hiver
  - Jeux paralympiques d'hiver de 2006
    -  Médaille d'or sur 12,5 km de biathlon
    -  Médaille de bronze sur 7,5 km de biathlon
    -  Médaille de bronze sur 10 km classique en ski de fond

  - Jeux paralympiques d'hiver de 2002
    -  Médaille d’argent en Biathlon

  - Jeux paralympiques d'hiver de 1998
    -  Médaille d’argent en Biathlon

- Championnats du monde
  - 3  Médailles d'or en 2003 à Baiersbronn
  - 1  Médaille d’argent en 2003
  - 1  Médaille de bronze en 2000
- Championnats d'Europe
  -  Médaille d'or en biathlon 2001 à Solleftea[4]

## Distinctions
Anne Floriet a été élevé au rang de chevalier de la Légion d'honneur par le président de la République Jacques Chirac le 24 avril 2006.
Elle est aussi nommée officier de l'ordre national du Mérite en 2002, après avoir été faite chevalier en 1998.